# Montevergine (Mercogliano)
Montevergine is een plaats (frazione) in de Italiaanse gemeente Mercogliano.
De lijkwade van Turijn werd in de Tweede Wereldoorlog verborgen in het Benedictijnse klooster van Montevergine.